# Kevin Churko
Kevin Gregory Churko (19 de enero de 1968 en Moose Jaw) es un productor y músico canadiense, popular por su trabajo con artistas y bandas como Ozzy Osbourne, Papa Roach, Modern Science, Five Finger Death Punch, Hinder, In This Moment y Shania Twain. Ha sido nominado en cuatro oportunidades al premio Juno.

## Discografía
- 2000 – Britney Spears – Oops!... I Did It Again[3]
- 2000 – The Corrs – In Blue[3]
- 2002 – Shania Twain – Up![3]
- 2002 – Michael Bolton – Only a Woman Like You[3]
- 2002 – Celine Dion – A New Day Has Come[4]
- 2004 – Robert Downey Jr. – The Futurist[3]
- 2005 – Ozzy Osbourne – Under Cover[3]
- 2005 – Ringo Starr – Choose Love[5]
- 2007 – Ozzy Osbourne – Black Rain
- 2008 – Simon Collins – U-Catastrophe
- 2008 – In This Moment – The Dream
- 2009 – Modern Science – Modern Science
- 2009 – Five Finger Death Punch – War Is the Answer
- 2010 – Ozzy Osbourne – Scream
- 2010 – In This Moment – A Star-Crossed Wasteland
- 2010 – Slash – Slash
- 2010 – Hinder – All American Nightmare[6]
- 2011 – Emerson Drive – Decade of Drive[3]
- 2011 – Five Finger Death Punch – American Capitalist
- 2012 – Kobra and the Lotus – Kobra and the Lotus[3]
- 2012 – In This Moment – Blood[7]
- 2013 – Rob Zombie – Venomous Rat Regeneration Vendor[3]
- 2013 – Five Finger Death Punch – The Wrong Side of Heaven and the Righteous Side of Hell, Volume 1
- 2013 - Five Finger Death Punch – The Wrong Side of Heaven and the Righteous Side of Hell, Volume 2
- 2013 – Gemini Syndrome – Lux
- 2014 – Ozzy Osbourne – Memoirs of a Madman[3]
- 2014 – Hellyeah – Blood for Blood
- 2014 – In This Moment – Black Widow[8]
- 2015 - Papa Roach – F.E.A.R.
- 2015 - Five Finger Death Punch – Got Your Six
- 2015 - Disturbed – Immortalized[9][7]
- 2017 - In This Moment - "Ritual"
- 2018 - Disturbed - TBA